# エリコンKB 25 mm 機関砲
エリコンKB 25 mm 機関砲（エリコンKB 25ミリきかんほう）は、スイスのエリコン社が開発した25mm口径の機関砲シリーズ。なお、現在では、エリコン社はラインメタル・グループの傘下に入っている。

## 来歴
TRW社は、著名な銃器設計者であるユージン・ストーナーをコンサルタントに迎えて、1964年初頭より25mm機関砲の開発に着手した。これは、「ブッシュマスター」として知られるVRFWS（Vehicle Rapid Fire Weapons System）計画の要求事項を満たすか越えることを目標としており、22か月で最初の試作品が完成、1965年11月よりM114装甲偵察車に搭載しての試射を開始して、1968年よりアメリカ陸軍での試験が開始された。
しかしアメリカ軍での試験が完了する前に、TRW社はTRW-6425の権利の全てをフィルコ-フォード社に売却し、1969年には作業を終了した。一方、エリコン社は、弾薬の開発・供給についてフィルコ-フォード社との協力を継続する一方で、自社でも、TRW-6425に類似した機関砲の製作に着手した。これによって開発されたのが本砲である。

## 設計
車載用のKBAと、三脚に架して運用するためのKBBという2つのサブタイプが開発された。上記の経緯もあって、外見はTRW-6425に類似するが、作動方式はショートリコイルからガス圧式に変更された。閉鎖方式は回転ボルト式、給弾方式はベルト式で、二方向から装填されるため、異なる弾種を速やかに切り替えて使用できる。
KBAでは弾薬規格として25×137mm弾が採用されたが、これはVRFWS計画での標準弾となり、フィルコ-フォード社がTRW-6425の設計を引き継いで完成させたPFB-25や、やはりこの計画に向けてヒューズ社が開発したチェーンガンであるM242 ブッシュマスターにも採用された。またゼネラル・エレクトリックがガトリング砲として開発したGAU-12 イコライザーでも用いられたが、KBBでは25×184mm弾が採用された。
また艦載用としても用いられており、エリコン社純正のGBMシリーズのマウントに加え、ブレーダ・メッカニカ・ブレシャーナ社製のコンパクト砲塔とも組み合わされる。KBBについては、トルコ海軍ではシー・ゼニスCIWSに組み込んで採用している。
これらとは別に、7砲身のガトリング砲モデルであるKBDも開発された。これはKBBと同じ25×184mm弾を使用しており、ミリアドCIWSに組み込まれているが、実際の配備はなされていない。なお、KBDは、エリコン社が初めて開発したガトリング砲であった。

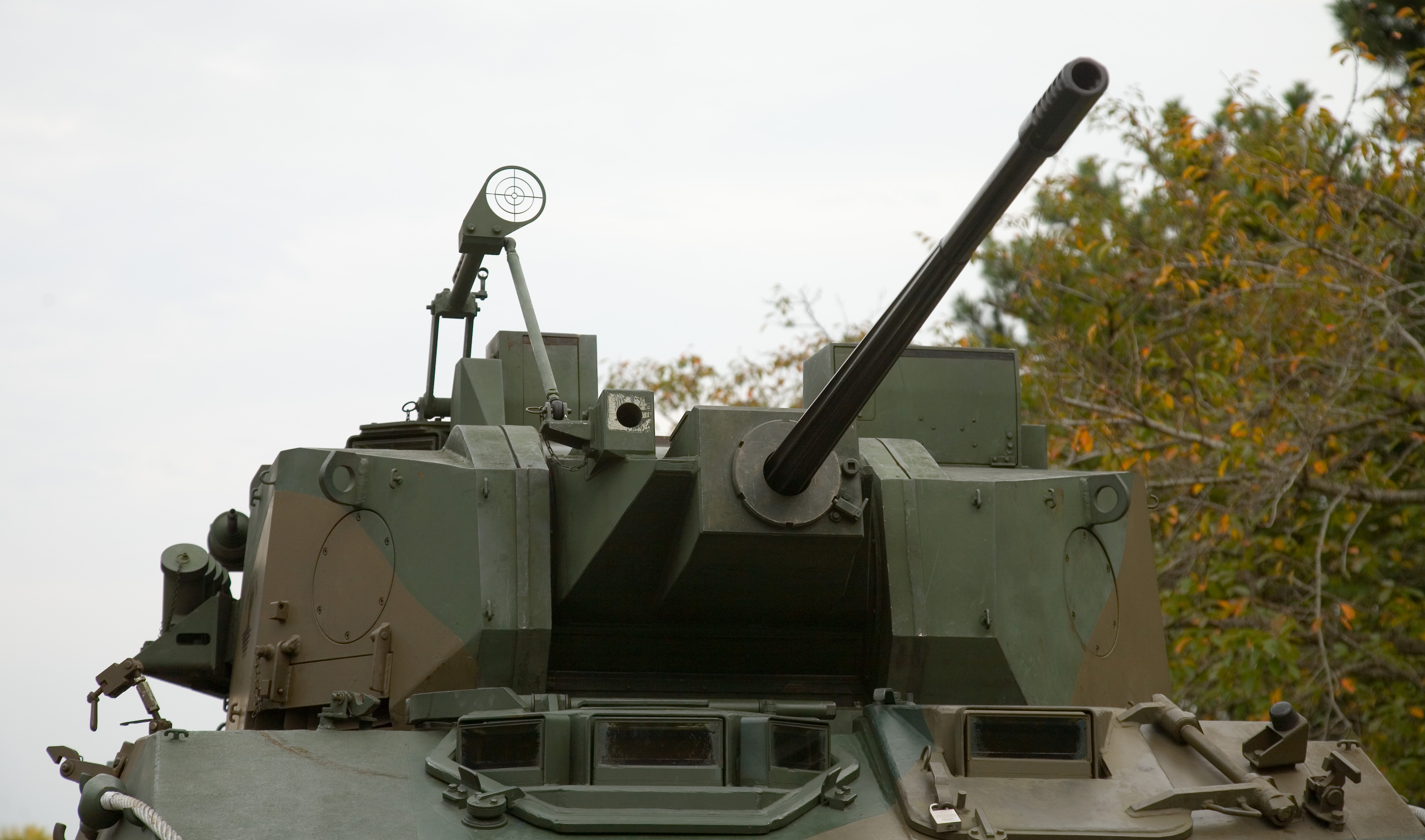
87式偵察警戒車搭載のKBA-B02
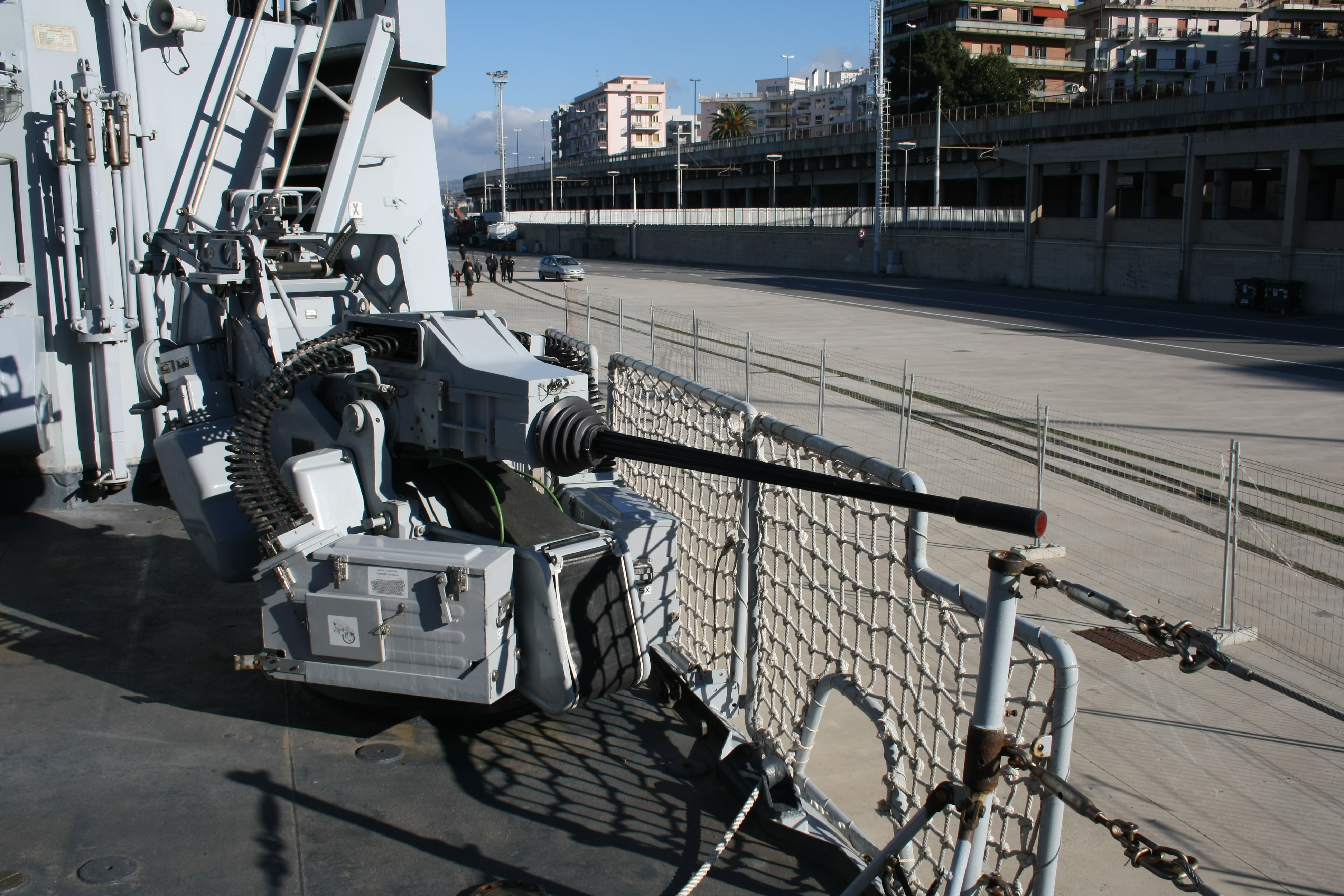
KBAの艦載マウント
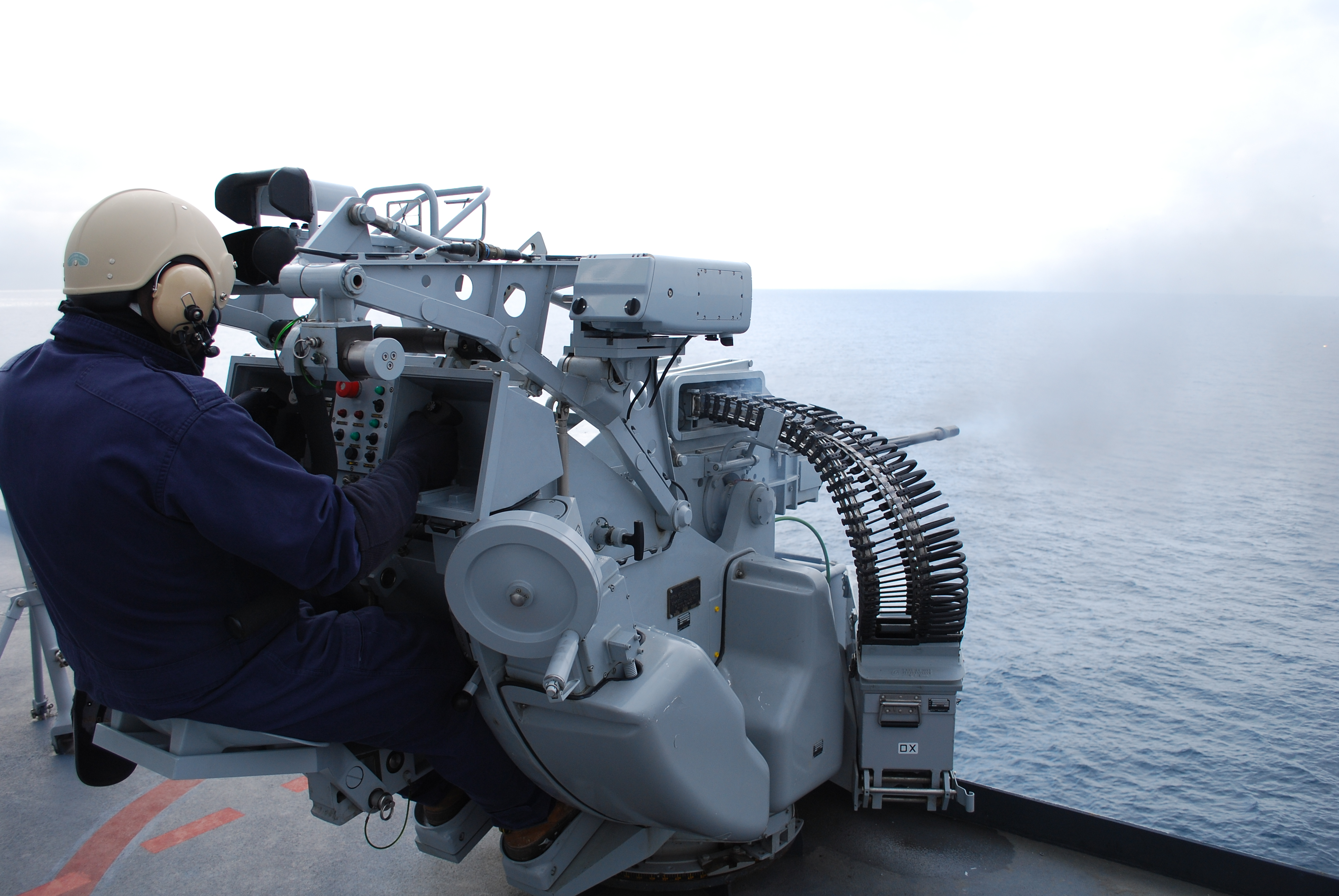
艦載マウントの発砲シーン

## 搭載プラットフォーム
イタリア
車両
- ダルド歩兵戦闘車
- フレシア歩兵戦闘車
- SIDAM 25自走式対空砲

艦船
- カルロ・ベルガミーニ級フリゲート
- 補給艦「エトナ」
- 軽空母「カヴール」
- 強襲揚陸艦「トリエステ」

 トルコ
- ヤウズ級フリゲート
- バルバロス級フリゲート
- サーリヒレイス級フリゲート

 日本
- 87式偵察警戒車

 ルーマニア
- MLI-84M1歩兵戦闘車